# Tersilochus brevissimus
Tersilochus brevissimus là một loài tò vò trong họ Ichneumonidae.